# Cimetière militaire britannique de Louvencourt
Pour un article plus général, voir Sites funéraires et mémoriels de la Première Guerre mondiale (Front Ouest).
Le Cimetière militaire britannique de Louvencourt est un cimetière militaire de la Première Guerre mondiale, situé sur le territoire de la commune de Louvencourt, dans le département de la Somme, au nord d'Amiens.

## Historique
Le cimetière militaire britannique de Louvencourt est l’un des premiers cimetières érigés par l’Imperial War Graves Commission, en 1914.
Le cimetière britannique de Louvencourt est protégé au titre des monuments historiques : inscription par arrêté du 14 septembre 2016.

## Caractéristiques
De forme trapézoïdale, le cimetière abrite les stèles de 227 combattants de la Première Guerre mondiale : 151 du Commonwealth et 76 Français. Il est clos par un mur d’enceinte en pierre de Portland. On y accède par d’un escalier. Les stèles françaises sont en pierre et décorées d’un casque Adrian sculpté, ce qui diffère du modèle habituel des stèles des nécropoles militaires françaises.
Ce cimetière a servi de modèle pour l’architecture et les règles de construction des autres cimetières militaires du Commonwealth.

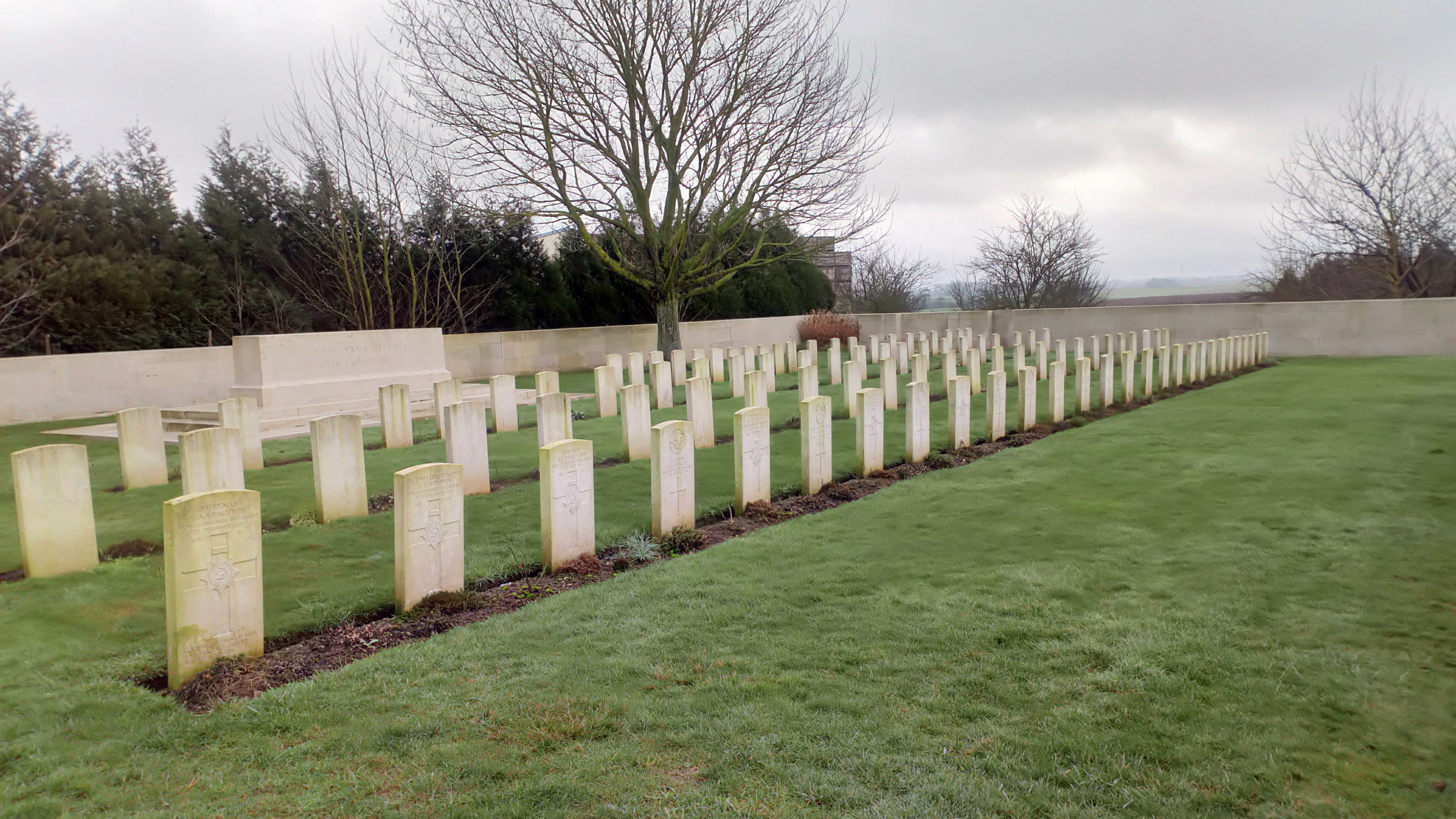
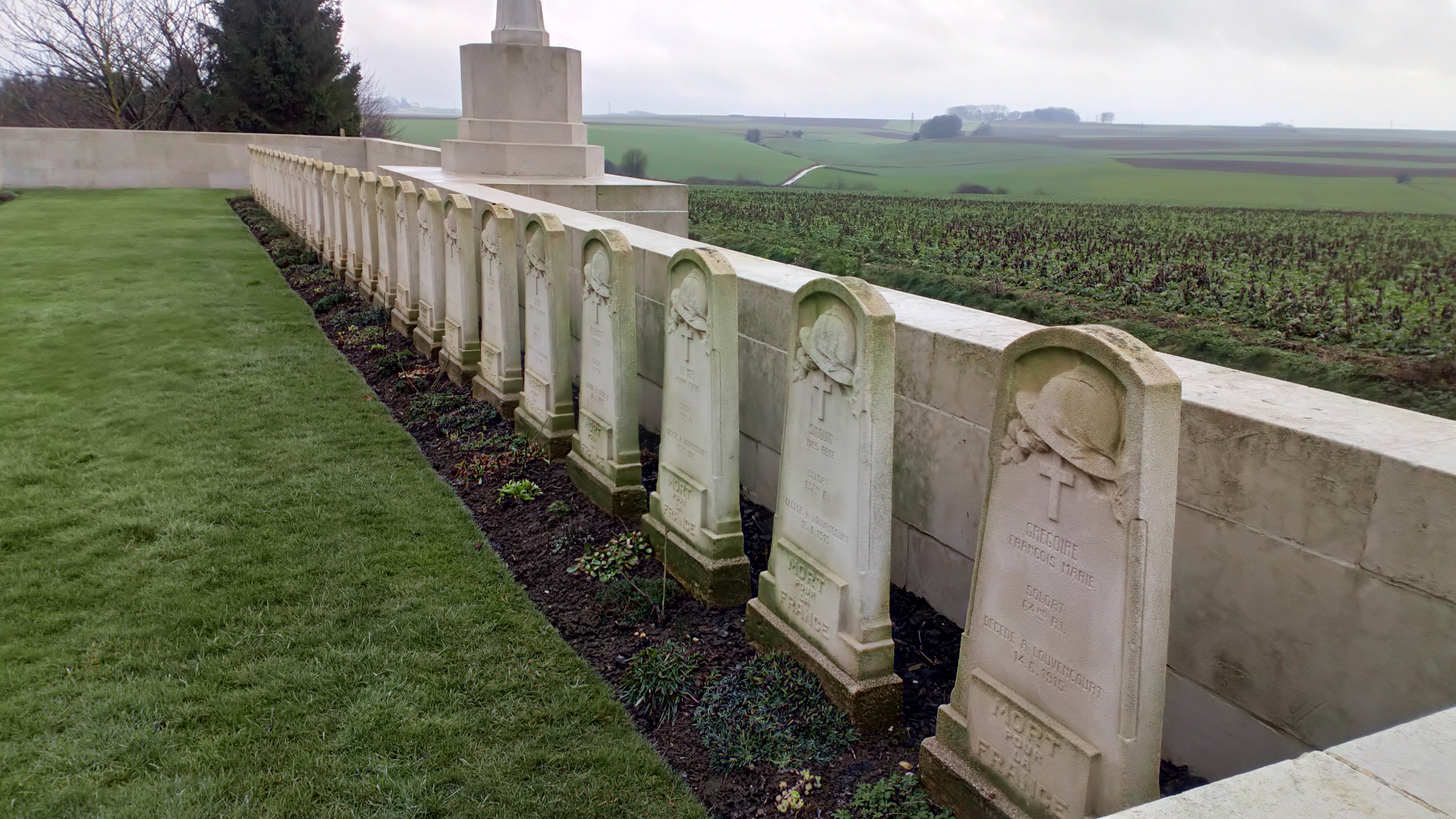
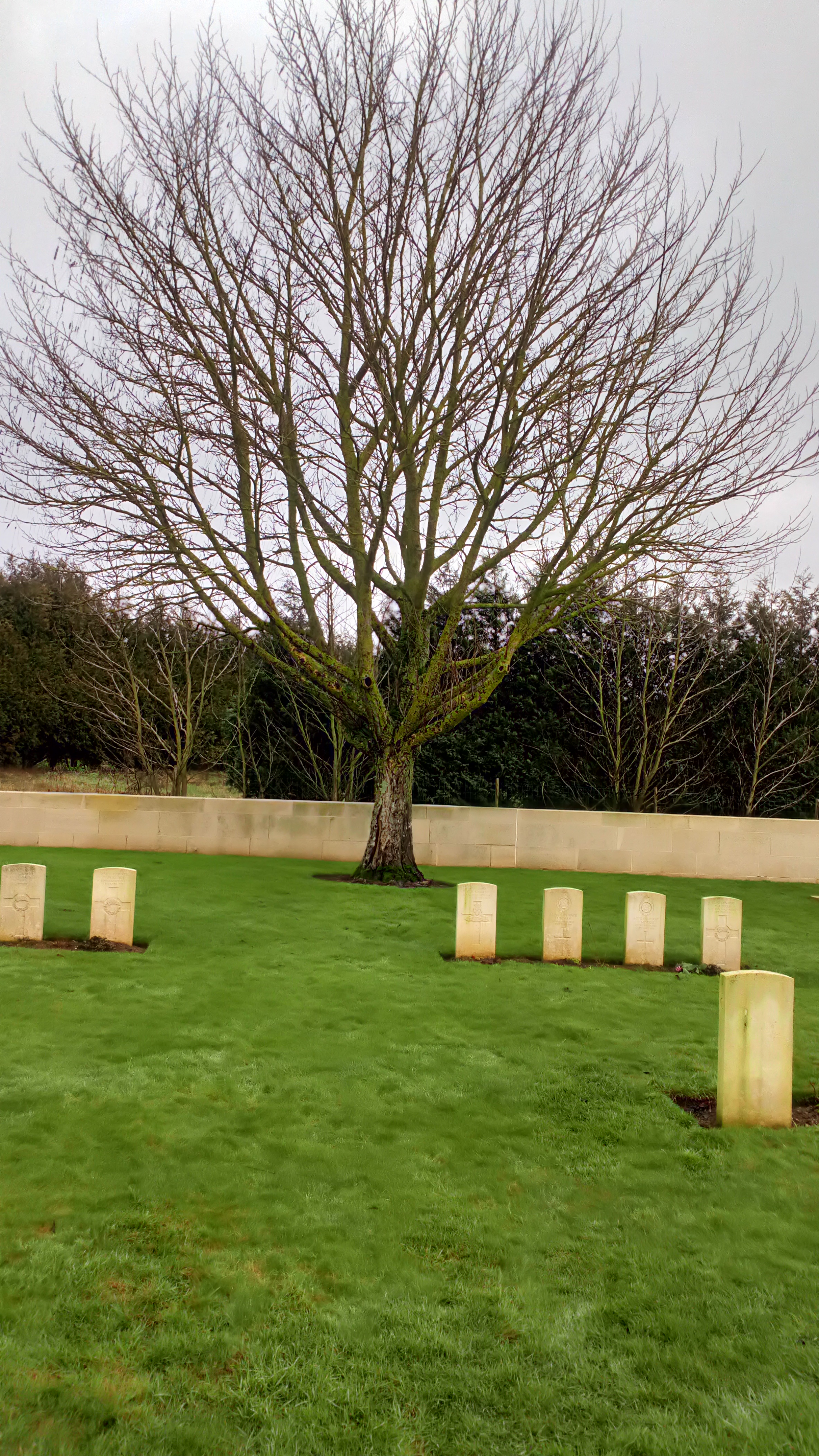